# 발톱 절제술

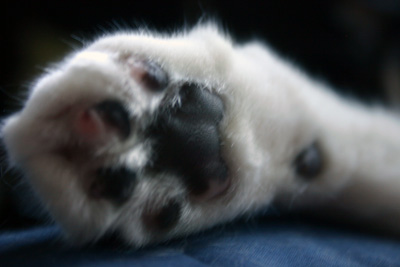
발톱 절제한 발의 근접 사진

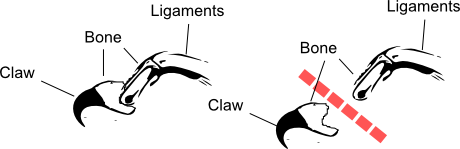
Diagram showing location of amputation

발톱 절제술(Oneychematy)은 동물의 발톱을 잘라내는 수술이다. 발톱은 세 번째 지골 내의 배조직에서 발달하기 때문에 발톱을 완전히 제거하려면 뼈를 절단해야 한다. "단백질 절제술"과 "발톱 제거술"이라는 용어는 단순히 발톱 제거술을 의미하지만, 더 적절한 설명은 발가락 뼈의 절개술이다.
많은 나라에서 발톱 제거는 동물에게 신체적, 심리적 고통을 주기 때문에 동물 학대 행위로 간주된다. 예전에는 북미에서는 제거가 더 흔했지만, 대중적으로 받아들여지지 않았고, 2019년 뉴욕과 2022년 메릴랜드에서 금지되었고, 동물 학대 행위로 더 널리 알려져 있다.

## 같이 보기
- 수의학